# هيدريد ثلاثي بوتيل القصدير
هيدريد ثلاثي بوتيل القصدير هو مركب قصدير عضوي يمكن كتابة صيغته الكيميائية على الشكل C4H9)3SnH)، ويكون في الشروط القياسية على شكل سائل عديم اللون إلى أصفر. يستخدم بشكل واسع في المختبرات الكيميائية للحصول على جذر ثلاثي بوتيل القصدير الذي يرمز له اختصاراً TBT.

## التحضير
يحضر المركب من اختزال أكسيد ثلاثي بوتيل القصدير باستخدام متعدد ميثيل هيدرو السيلوكسان:
2"(MeSiH)" + (Bu3Sn)2O → "(Me2Si)2O" + 2 Bu3SnH
(Bu3Sn)2O + 2/n (MeSi(H)O)n → 2 Bu3SnH + 1/n [(MeSiO)2O]n

## الخواص
يوجد المركب في الشروط القياسية من الضغط ودرجة الحرارة على شكل سائل عديم اللون إلى أصفر، وهو قابل للتقطير، لكنه حساس تجاه الماء والرطوبة الجوية إذ يتفكك في تفاعل حلمهة إلى أكسيد ثلاثي بوتيل القصدير.

## الاستخدامات
لمركب هيدريد ثلاثي بوتيل القصدير أهمية في الاصطناع العضوي، فهو يستخدم بمرافقة آزو مضاعف إيزوبوتيرونتريل AIBN أو بالإشعاع الضوئي من أجل تحويل الهاليدات العضوية (والمجموعات المتعلقة) إلى الهيدروكربونات الموافقة؛ وذلك وفق آلية تفاعل جذرية تتضمن الجذر الحر •Bu3Sn.

## اقرأ أيضاً
- ثلاثي بوتيل القصدير